# Свердлово (Калужская область)
Свердлово — деревня в Медынском районе Калужской области России, входит в состав сельского поселения «Деревня Брюхово». Население — 31 человек.

## Этимология
От древнерусского «песь»— песок

## География
Свердлово расположена примерно в 28 км от Медыни, в 92 км от Калуги, в 110 км - от Москвы (в 160 км -от «Нулевого километра автодорог Российской Федерации»). Высота центра деревни над уровнем моря — 200 м. Ближайшая река - Бычек. Климат - умеренно континентальный. В деревне есть памятник и братская могила 380 погибших воинов во время Второй мировой войны, в том числе в соседних деревнях.

## История
До революции называлось сельцо Песье. 
В 1760 году сельцо принадлежало премьер-майору Василию Александровичу Хитрово.  Сельцо стояло на берегах речки Селчанка в Ловышенском стане Боровского уезда в 35 верстах от уездного г.Боровска. В сельце стоял усадебный деревянный дом, при нём был пруд с рыбой.
В начале 1780-х гг. поместье принадлежало Алексею Васильевичу Хитрову.  
Территориально относилось  к Топоринской волости 2-го стана Медынского уезда Калужской губернии. В сельце располагалась земская школа, в 1914 году население составляло 599 человек. Здесь родился преподобномученик, иеромонах Гурий (Самойлов Георгий Михайлович, расстрелян 20.12.1937). С 1929 по 1937 года Свердлово входила в Медынский район Вяземского округа Западной области РСФСР, с 1938 по 1944 года — в состав Смоленской области. В 1944 году Свердлово была включена в состав образованной Калужской области.